# Gästrike-Hälsinge nation

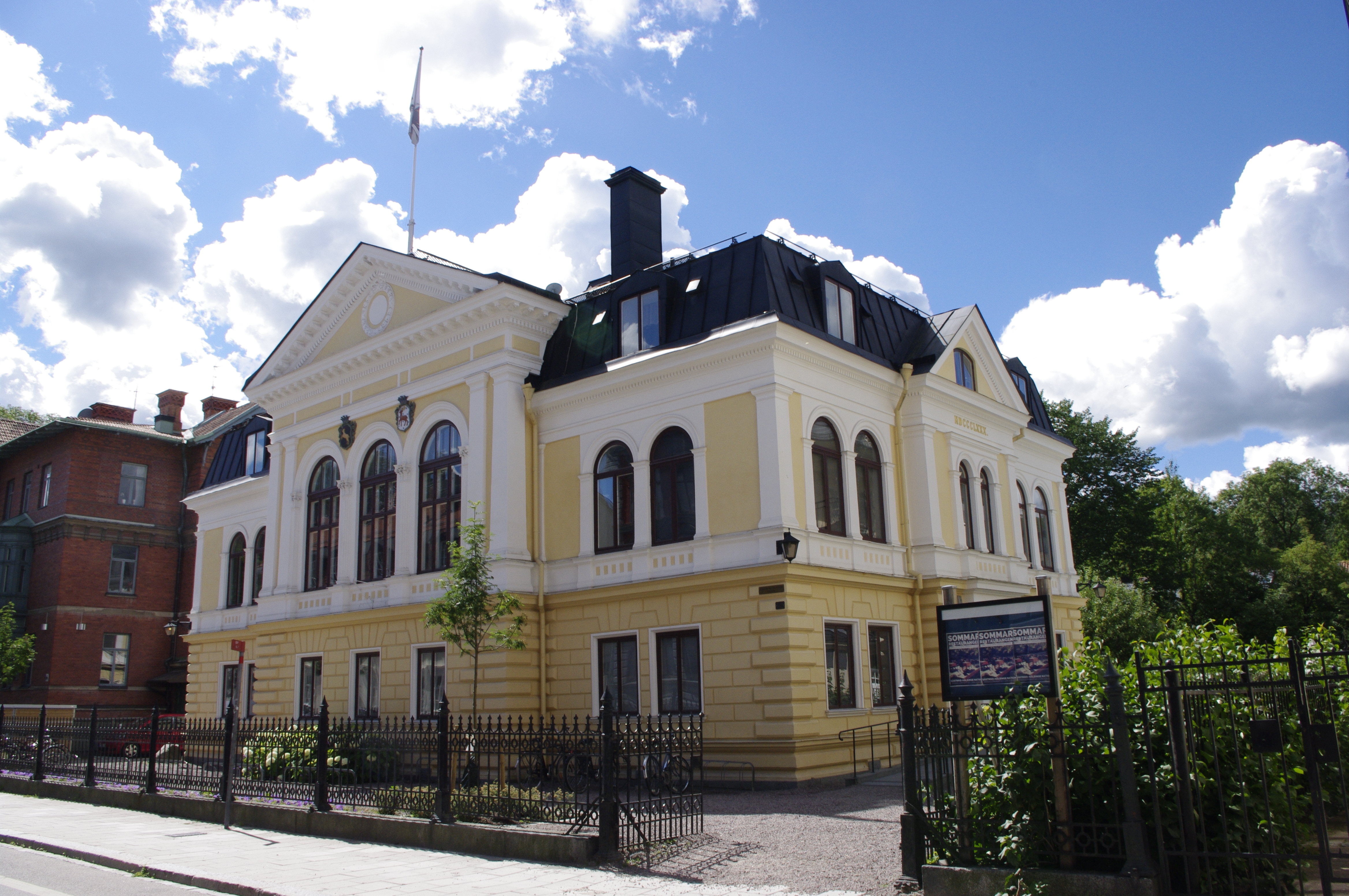
Edificio principale

Gästrike-Hälsinge nation (in latino: Natio Gestricio-Helsingiae), comunemente abbreviato in GH, è una delle 13 nation dell'Università di Uppsala, che originariamente univa gli studenti dei landskap di Hälsingland e Gästrikland. L'anno di fondazione esatto non è noto, e i riferimenti più antichi alla nation risalgono al 1646.
La nation non ha affiliazioni religiose né politiche e accoglie circa 2 000 membri provenienti da tutte le facoltà dell'ateneo. Le attività includono tipici pub e caffetteria, biblioteca, gasque, attività teatrali e corali. L'attuale edificio principale (nationhus) è stato costruito nel 1880 e si trova in Trädgårdsgatan 9, vicino alle sedi di Östgöta e Västgöta nation.

## Storia

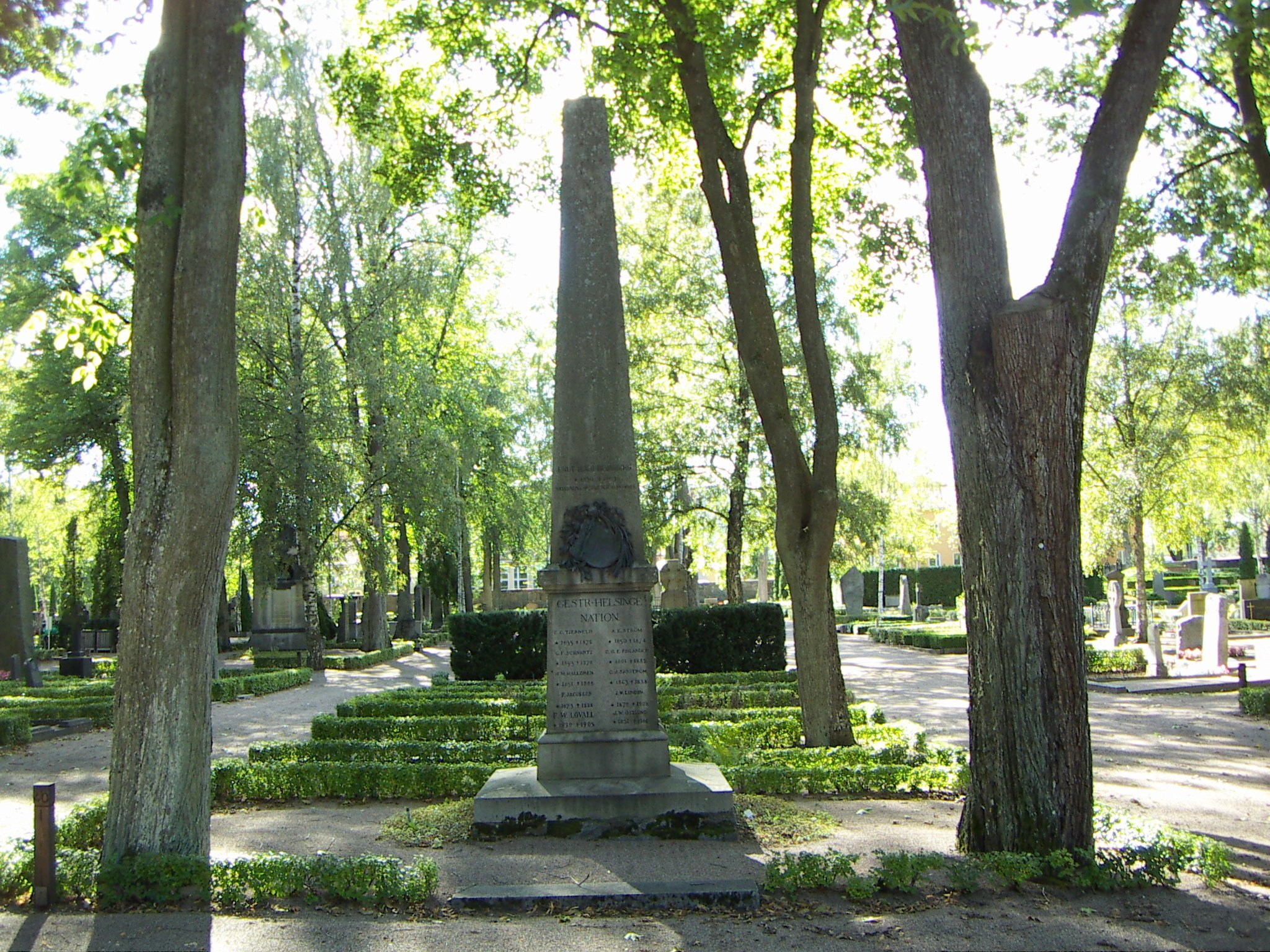
Lapide di Gästrike-Hälsinge presso Uppsala gamla kyrkogård

L'attuale nation nacque dalla fusione di due nation più piccole, Gästrike nation e Hälsinge nation, avvenuta nel 1811. La loro data di fondazione esatta non è nota: le due nation esistevano già al tempo del concistoro del 14 settembre 1663, tuttavia tutti di documenti più antichi di Gästrike nation andarono perduti nell'incendio di Uppsala del 1702, mentre rimangono alcune tracce precedenti relative a Helsinge nation, come una menzione in una nota in un libro contabile del 1646.
Il 2 novembre 1811 il concistoro approvò l'unione delle due nation, motivata da ragioni economiche e dal fatto che già dal 1790 entrambe avevano un unico inspektor, il professore di teologia Erik Jonas Almquist, succeduto nel ruolo il 13 novembre 1808 da Samuel Ödmann.

## Sede

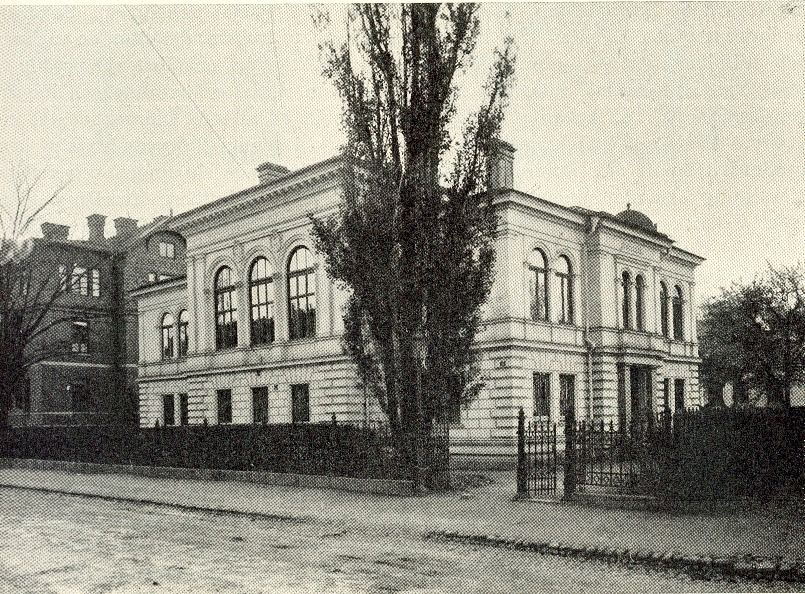
Nationhus nel 1880, prima dei lavori di ristrutturazione

A partire dalla fusione, la nation trasferì ripetutamente la propria sede in diversi locali. Tra il 1837 e il 1855 questa si trovava presso la vecchia sede di Katedralskolan, in Domtrapphuset, trasferendosi poi fino al 1861 in Vaksalagatan 12 e in seguito, fino al 1865, in Svartbäcksgatan. Nel 1865 la sede venne trasferita in Celsiushuset, Svartbäcksgatan 9. Nel 1866 venne decisa la costruzione di una propria sede e venne creato un fondo per finanziare il progetto. A seguito di una titubante decisione, la nation acquistò nel 1873 un lotto allora noto come Beijnoffska tomten, in Trädgårdsgatan 9, per 7 500 corone. La costruzione della nuova sede venne completata nel 1880 e costò 52 000 corone. Secondo una leggenda popolare non veritiera, la nation avrebbe avuto un progetto più grande e troppo costoso per la nuova sede, che in seguito sarebbe stato usato per la costruzione della sede di Östgöta nation. I due edifici hanno in realtà elementi stilistici in comune, dovuti al fatto di essere entrambi progetti di ispirazione neorinascimentale.
Nel corso del tempo sono avvenuti diversi lavori di restauro e adattamento dell'edificio. A partire dal 1880 la sede venne impiegata per 15 anni anche da Kalmar nation e fino agli anni 1950 il piano inferiore ospitò una tipografia. Nel 1911, in occasione del centenario dell'unione, venne aggiunto un attico che fino al 2015 ospitò il pub della nation, trasferito in seguito al piano terra.

## Alloggi
Fino agli anni 1950 la nation aveva un numero limitato di stanze in affitto ai propri membri, situate nel seminterrato dell'edificio principale. L'espansione dell'ateneo a partire dalla metà del XX secolo causò un aumento nella domanda di alloggi per studenti e nel 1955, insieme a Stockholm e Norrlands nation, la nation acquistò un lotto in Karlsroområdet, dove vennero costruiti nuovi alloggi per studenti, entrati in uso nel 1960. Nel marzo 2009 la capacità venne estesa con la costruzione, insieme a Gotlands nation, di nuovi edifici presso Observatorieparken. Al 2020 la nation possiede 204 stanze in corridoi e 48 appartamenti.